# Selección de fútbol para personas con parálisis cerebral de Irlanda del Norte
La selección de fútbol para parálisis cerebral de Irlanda del Norte es el equipo nacional de fútbol de Irlanda del Norte que representa al equipo en las competiciones internacionales. El equipo fue clasificado decimotercero en el mundo en 2016. En el Campeonato Mundial IFCPF 2015, terminaron decimocuarto en un campo de quince de profundidad.

## Historia
La Asociación Irlandesa de Fútbol gestiona el equipo nacional. Si bien Irlanda del Norte participó activamente en el nivel del Campeonato Mundial en 2016, el país no tenía un campeonato nacional para apoyar el desarrollo de los jugadores del equipo nacional.

## Clasificación
Irlanda del Norte fue clasificada decimotercera en el mundo por la IFCPF en noviembre de 2014 y 2016. En agosto de 2013, el equipo ocupó el puesto decimoquinto. Irlanda del Norte ocupó el puesto vigésimo primero en julio de 2011 y septiembre de 2012.

## Resultados
Irlanda del Norte ha participado en varios torneos internacionales. El equipo estaba programado para participar en el Campeonato Mundial del Torneo de Clasificación IFCPF 2016 en Vejen, Dinamarca, a principios de agosto. El torneo fue parte del proceso de clasificación para el Campeonato Mundial IFCPF 2017. Otros equipos programados para participar fueron Escocia, Canadá, Portugal, Irán, Australia, Venezuela, Japón, República de Corea del Sur, Alemania, Dinamarca y España. Irlanda del Norte ha participado en los Campeonatos del Mundo de la IFCPF de 2015.